# Vingelen
Vingelen is een dorpje in de Noorse gemeente Tolga met minder dan 200 inwoners. In Vingelen zijn veel boerderijen. Vingelen heeft een eigen dialect.

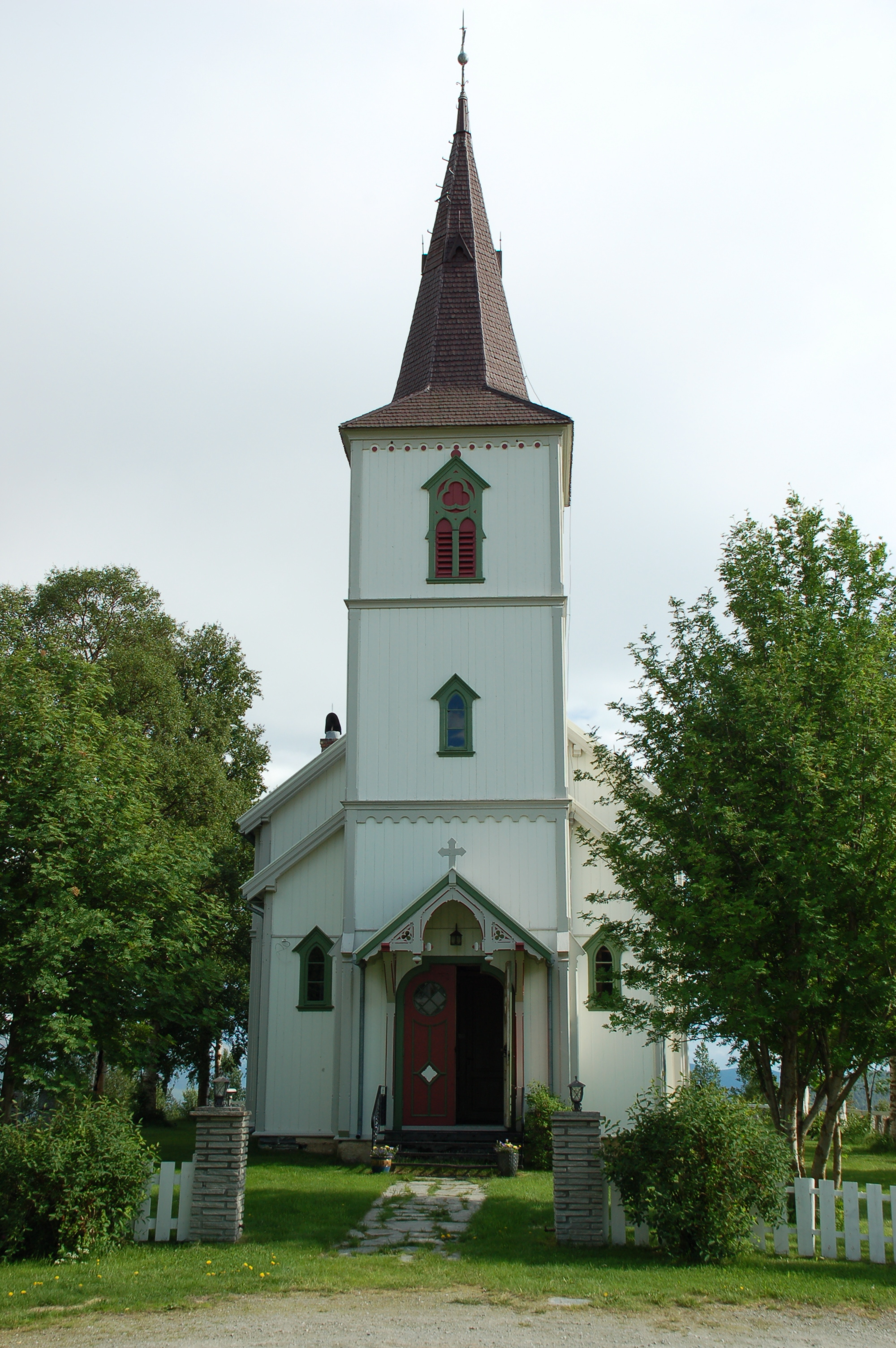
Kerk